# Makanda (Illinois)
Makanda  ist eine Gemeinde mit dem Status „Village“ im Jackson County des US-amerikanischen Bundesstaates Illinois.
Im Jahr 2010 hatte Makanda 561 Einwohner.